# توماس كورنيل
توماس كورنيل (بالإنجليزية: Thomas Cornell)‏ هو سياسي أمريكي، ولد في 27 يناير 1814 في وايت بلينس في الولايات المتحدة، وتوفي في 30 مارس 1890 في كينغستون في الولايات المتحدة. حزبياً، نشط في الحزب الجمهوري. وقد انتخب عضو مجلس النواب الأمريكي.